# Zaira mutabilis
Zaira mutabilis är en tvåvingeart som först beskrevs av Daniel William Coquillett 1904.  Zaira mutabilis ingår i släktet Zaira och familjen parasitflugor.
Artens utbredningsområde är Nevada. Inga underarter finns listade i Catalogue of Life.